# Hamacantha papillata
Hamacantha papillata är en svampdjursart som beskrevs av Vosmaer 1885. Hamacantha papillata ingår i släktet Hamacantha och familjen Hamacanthidae. Inga underarter finns listade i Catalogue of Life.